# Antrohyphantes rhodopensis
Antrohyphantes rhodopensis is een spinnensoort in de taxonomische indeling van de hangmatspinnen (Linyphiidae).
Het dier behoort tot het geslacht Antrohyphantes. De wetenschappelijke naam van de soort werd voor het eerst geldig gepubliceerd in 1931 door Drensky.